# Chiesa di Sant'Elena Imperatrice (Tiana)
La chiesa di Sant'Elena Imperatrice è un edificio religioso situato a Tiana, centro abitato della Sardegna centrale. Consacrata al culto cattolico è sede dell'omonima parrocchia e fa parte dell'arcidiocesi di Oristano.
Chiesa antica, probabilmente di origine medioevale, edificata in stile romanico, presenta un'aula mononavata su cui si aprono le cappelle laterali. La copertura è a capriate in legno.